# 현내역
현내역(縣內驛)은 동해북부선의 폐역된 역이다. 지금의 대진시외버스터미널 인근이다.

## 같이 보기
- 동해북부선